# Under Control
«Under Control» —en español: «Bajo control»— es una canción realizada en coproducción por el disc jockey Escocés Calvin Harris y el disc jockey  y Productor sueco Alesso, con la colaboración del dúo inglés Hurts. Fue lanzada el 7 de octubre de 2013, como el primer sencillo del cuarto álbum de Harris, Motion y forma parte del álbum debut de Alesso, Forever. Alcanzó la primera ubicación en la lista de sencillos del Reino Unido siendo el tercer número uno para Harris como artista principal en este territorio y el primero para Alesso y Theo Hutchcraft.

## Antecedentes
La base musical de «Under Control» está basada en una pista instrumental similar, realizada a mediados de 2012 por Alesso la cual utilizó como bootleg o remix para la canción «Wild Ones» de Flo Rida con Sia, en sus presentaciones en vivo. El 15 de mayo de 2013, Alesso, Harris y Theo Hutchcraft entraron en el estudio para grabar su nueva versión de la canción. En un principio, estaba destinada a grabarse con las voces de Example, pero este lo rechazó debido a compromisos con su último disco.[cita requerida]
Fue estrenada el 2 de agosto de 2013 durante una sesión de Alesso en la discoteca Ushuaia en Ibiza, la cual fue transmitida por la BBC Radio 1.

## Video musical
El 9 de septiembre, Calvin Harris publicó un mensaje en Facebook, invitando a 1 000 fanáticos para participar en la grabación de vídeo. Más tarde, el mensaje fue anunciado por Alesso y Theo Hutchcraft de Hurts, en su Twitter. Estuvo dirigido por Emil Nava, cuyo rodaje tuvo lugar en Los Ángeles, California. Fue filmado entre el 10 y el 11 de septiembre de 2013.  El segundo día de rodaje, con la presencia de los fanes, fue grabado en el Puente de la Calle Sexta de Los Ángeles.

## Lista de canciones
| Sencillo en CD |                                                 |          |  |
| N.º            | Título                                          | Duración |  |
| 1.             | «Under Control (con Hurts)»                     | 3:04     |  |
| 2.             | «Under Control (con Hurts)» (Versión extendida) | 5:35     |  |

| Descarga digital (remix) |                                                     |          |  |
| N.º                      | Título                                              | Duración |  |
| 1.                       | «Under Control» (Sunnery James & Ryan Marciano Mix) | 6:03     |  |

## Posicionamiento en listas y certificaciones
| Lista (2013)                                | Mejor posición |
| ------------------------------------------- | -------------- |
| Alemania (Media Control AG)                 | 24             |
| Australia (ARIA)                            | 17             |
| Austria (Ö3 Austria Top 40)                 | 21             |
| Bélgica (Flandes) (Ultratop 50)             | 42             |
| Bélgica (Valonia) (Ultratip Bubbling Under) | 2              |
| Canadá (Canadian Hot 100)                   | 82             |
| Dinamarca (Tracklisten)                     | 28             |
| Escocia (The Official Charts Company)       | 1              |
| Eslovaquia (Radio Top 100 Chart)            | 15             |
| Estados Unidos (Bubbling Under Hot 100)     | 3              |
| Estados Unidos (Dance/Electronic Songs)     | 12             |
| Finlandia (OFC)                             | 5              |
| Francia (SNEP)                              | 55             |
| Hungría (Single Top 20)                     | 5              |
| Irlanda (IRMA)                              | 5              |
| Noruega (VG-lista)                          | 9              |
| Nueva Zelanda (Recorded Music NZ)           | 31             |
| Países Bajos (Mega Single Top 100)          | 59             |
| Polonia (Polish Airplay Top 100)            | 7              |
| Reino Unido (UK Singles Chart)              | 1              |
| Reino Unido (UK Dance Chart)                | 1              |
| República Checa (Radio Top 100 Chart)       | 7              |
| Suecia (Sverigetopplistan)                  | 8              |
| Suiza (Schweizer Hitparade)                 | 34             |

| País           | Lista (2013)                | Posición |
| -------------- | --------------------------- | -------- |
| Estados Unidos | Dance/Electronic Songs      | 90       |
| Reino Unido    | The Official Charts Company | 114      |

| País           | Lista (2014)           | Posición |
| -------------- | ---------------------- | -------- |
| Estados Unidos | Dance/Electronic Songs | 56       |
| Suecia         | Sverigetopplistan      | 83       |

### Certificaciones
| País           | Organismo certificador | Certificación         | Ventas  | Ref.   |
| -------------- | ---------------------- | --------------------- | ------- | ------ |
| Alemania       | BVMI                   | Oro                   | 150 000 | [ 37 ] |
| Australia      | ARIA                   | Platino               | 70 000  | [ 38 ] |
| Dinamarca      | IFPI — Dinamarca       | Platino — (Streaming) | 60 000  | [ 39 ] |
| Estados Unidos | RIAA                   | Oro                   | 500 000 | [ 40 ] |
| Italia         | FIMI                   | Platino               | 30 000  | [ 41 ] |
| México         | FIMI                   | Oro                   | 30 000  | [ 42 ] |
| Reino Unido    | BPI                    | Oro                   | 400 000 | [ 43 ] |
| Suecia         | IFPI Suecia            | 2× Platino            | 80 000  | [ 44 ] |
| Suiza          | IFPI Suiza             | Oro                   | 15 000  | [ 45 ] |

### Sucesión en listas
| Anterior: «Somewhere Only We Know» de Lily Allen | UK Singles Chart — Sencillo Nro 1 1 de diciembre de 2013 — 8 de diciembre de 2013 | Siguiente: «Somewhere Only We Know» de Lily Allen |

## Historial de lanzamientos
| País           | Fecha                   | Formato(s)       |
| -------------- | ----------------------- | ---------------- |
| Australia      | 7 de octubre de 2013    | Descarga digital |
| Suecia         | 7 de octubre de 2013    | Descarga digital |
| Francia        | 7 de octubre de 2013    | Descarga digital |
| Estados Unidos | 22 de octubre de 2013   | Descarga digital |
| Reino Unido    | 24 de noviembre de 2013 | Descarga digital |